# Presidente Sarney
Presidente Sarney là một đô thị thuộc bang Maranhão, Brasil. Đô thị này có diện tích 724,164 km², dân số năm 2007 là 15485 người, mật độ 21,38 người/km².